# Сковгор, Андреас
Андреас Сковгор (дат. Andreas Skovgaard; 27 марта 1997 года, Дания) — датский футболист, защитник польского клуба «Краковия».

## Клубная карьера
Воспитанник клуба «Норшелланн». С сезона 2015/16 — основной центральный защитник команды. 28 февраля 2016 года дебютировал в датском чемпионате в поединке против «Виборга», выйдя на замену на 85-й минуте вместо Тобиаса Миккельсена. Всего в своём дебютном чемпионате провёл 15 игр. После четырёх из них подписал контракт с клубом сроком до 31 декабря 2018 года.
Сезон 2016/17 также начал в основе поединком против того же «Виборга».
В январе 2019 года перешёл в нидерландский «Херенвен».

## Карьера в сборной
В 2016 году дебютировал в датской команде до 19-лет. Сыграл два матча, оба — в элитном отборочном раунде к юношескому чемпионату Европы 2016 года.